# Gebrüder Berghold Bankgeschäft
Gebrüder Berghold Bankgeschäft (Dom Bankowy Bracia Berghold) – działający w Gdańsku w latach 1895 do 1935 bank o kapitale żydowskim.

## Historia
Utworzony przez braci - Georga Bergholda (ur. 11 marca 1875 w Gdańsku – zm. po 1935) oraz Feliksa Bergholda (ur. 17 czerwca 1877 w Gdańsku – zm. 13 kwietnia 1931 w Gdańsku) bank specjalizował się w udzielaniu kredytów hipotecznych jak i handlu nieruchomościami. Po kilkunastu latach do współwłaścicieli dołączył kolejny brat - Erich Richard Berghold (ur. 24 lutego 1882 w Gdańsku – zm. po 1939). W wyniku wydania po 1935 restrykcyjnych zarządzeń antyżydowskich działalność firmy została ograniczona do handlu nieruchomościami.

## Siedziba
Siedziba banku mieściła się kolejno - przy Vorstädtischer Graben 42, obecnie Podwale Przedmiejskie (1895-1903), Langgasse 9, ob. ul. Długa (1904-1922), Langgasse 72 (1925-1939).